# Rafael de Nogales Méndez
Rafael Inchauspe Méndez, conosciuto come Rafael de Nogales Méndez (San Cristóbal, 14 ottobre 1879 – Panama, 10 luglio 1936), è stato un militare, avventuriero e scrittore venezuelano.
Durante la prima guerra mondiale fu al servizio, come ufficiale, dell'impero ottomano ed in tale veste fu testimone del genocidio armeno commesso dall'impero ottomano stesso e di cui descrisse, nel libro Cuatro años bajo la Media Luna le atrocità commesse in danno del popolo armeno.